# Sándor Varjas
Sándor Varjas (19. Januar 1885 in Dombóvár – 27. Oktober 1939 in Moskau) war ein ungarisch-sowjetischer Philosoph und Historiker der Philosophie.

## Leben
Varjas schloss sich 1905 der Ungarischen Sozial-Demokratischen Partei (MSZDP) an. Er studierte Geschichte und Philosophie an der Budapester Universität sowie Mathematik in Berlin. Während der Ungarischen Räterepublik wurde er zum Professor an der Budapester Universität ernannt. Nach der Niederschlagung der Rätemacht wurde er zu 12 Jahren Zwangsarbeit verurteilt. 1919 trat Varjas der ungarischen Kommunistischen Partei (MKP) bei, ab 1922 lebte er in der Sowjetunion. Dort lehrte er am Institut der Roten Professur.

## Schriften (Auswahl)
- A kategoriák transscendentalis levezetése. Breuer Nyomda, Budapest 1908 (Dissertation).
- Az álomról. Sigmund Freud álomelmélete. Athenaeum, Budapest 1913.
- A háborús szenvedélyek növekedése és fogyása, gondolatok az örök békéről. Róvó Aladár nyomda, Budapest 1916.
- Marx és Engels életrajza. A XIX. század szocialista mozgalmainak történetével kapcsolatban. Közoktatási Népbiztosság, Budapest 1919.
- Az agitátorképzés célja.  Közoktatási Népbiztosság, Budapest 1919.
- Логика и диалектика. Moskau/Leningrad 1928.
- Válogatott filozófiai tanulmányok. Aus dem Russischen übersetzt von József Selmeczi. Akadémiai Kiadó, Budapest 1971.